# Велика илузија
Велика илузија (фр. La Grande Illusion) је француски ратни драмски филм из 1937. године, у режији Жана Реноара, који је и написао сценарио заједно са Шарлом Спаком. Радња филма смештена је у немачки затворенички логор током Првог светског рата и говори о радостима дружења ратних заробљеника, француских официра, под будним оком пристојног немачког команданта.
Наслов филма је преузет из истоимене књиге британског новинара Нормана Ејнџела, који је тврдио да је рат узалудан због заједничких економских интереса свих европских народа. Перспектива филма је хумана према ликовима различитих националности.
Критичари и историчари филма сматрају Велику илузију ремек-делом француске кинематографије и једним од најбољих филмова икада снимљених. У првој години приказивања добио специјалну награду на Венецијанском фестивалу, а исте године добио је и награду њујоршке критике за најбољи филм на страном језику. На Светској изложби у Бриселу (1958), проглашен је за један од дванаест најбољих филмова свих времена.

## Радња
Током Првог светског рата, два француска авијатичара, аристократски капетан Де Боалдје и поручник Марешал из радничке класе, кренули су да истраже замућено место пронађено на извиђачким фотографијама. Оборио их је немачки летачки ас и аристократа, Фон Рауфенштајн, и обојицу их је заробила немачка царска војска. По повратку на аеродром, Рауфенштајн шаље подређеног да сазна да ли су авијатичари официри и, ако јесу, да их позове на ручак. Током ручка, Рауфенштајн и Боалдје откривају да имају заједничке познанике, што приказује блискост, ако не и солидарност, унутар виших класа која прелази националне границе.
Боалдје и Марешал су затим одведени у логор за ратне заробљенике, где упознају шаролику групу француских затвореника и приређују водвиљ представу непосредно након што су Немци заузели Форт Дуомон у Верденској бици. Током представе стиже вест да су Французи поново заузели ову тврђаву. Марешал прекида представу, а француски затвореници спонтано почињу да певају „Марсељезу”. Као резултат ремећења мира, Марешал је смештен у самицу, где пати због недостатка људског контакта и глади; тврђава још једном мења власника док је он у затвору. Боалдје и Марешал такође помажу својим колегама затвореницима да заврше копање тунела за бекство. Међутим, непосредно пре него што га заврше, сви су пребачени у друге логоре. Због језичке баријере, Марешал не може да пренесе вест о тунелу новопридошлом британском затворенику.
Боалдје и Марешал су премештани из логора у логор, да би коначно стигли у Винтерсборн, планинску тврђаву којом командује Рауфенштајн, који је био тако тешко повређен у борби да је добио положај даље од фронта, на његово велико жаљење. Рауфенштајн им каже да је из Винтерсборна немогуће побећи.
У Винтерсборну, њих двојица се поново срећу са затвореником, Розенталом, из првобитног логора. Розентал је богати француски Јеврејин који великодушно дели пакете са храном које добија. Боалдје добија идеју, након што је пажљиво посматрао како немачка стража реагује на хитан случај. Он се добровољно јавља да одврати пажњу стражара на неколико минута потребних Марешалу и Розенталу да побегну. Након галаме коју су направили затвореници, стражарима је наређено да их окупе у дворишту тврђаве. Током прозивке, откривено је да је Боалдје нестао. Он обзнањује своје присуство високо у тврђави, одвлачећи немачке стражаре у потеру. Марешал и Розентал користе прилику да се спусте са прозора конопцем и побегну.
Рауфенштајн спречава стражаре да пуцају на Боалдјеа и моли свог пријатеља да се преда. Боалдје одбија, а Рауфенштајн га невољно упуца из пиштоља, циљајући му у ноге, али промашује и случајно (и фатално) га погађа у стомак. У последњим тренуцима, под негом ожалошћеног Рауфенштајна, Боалдје се жали да је читава сврха племства и њихова корисност за француску и немачку културу уништена ратом. Изражава сажаљење према Рауфенштајну, који ће морати да пронађе нову сврху у послератном свету.
Марешал и Розентал путују преко немачких села, покушавајући да стигну до неутралне Швајцарске. Розентал је повредио стопало, успоравајући Марешала. Њих двојица се посвађају и растају, али се онда Марешал враћа да помогне свом другу. Склањају се у скромну сеоску кућу Немице Елзе, која је изгубила мужа код Вердена, заједно са три брата, у биткама које, са тихом иронијом, описује као „наше највеће победе”. Она их прима и не издаје војној патроли која једном приликом туда прође. Она и Марешал се заљубљују, упркос томе што не говоре исти језик, али он и Розентал на крају одлазе из осећаја дужности након што се Розентал опоравио од повреде. Марешал изјављује да ће се вратити Елзи и њеној младој ћерки Лоте, ако преживи рат.
Немачка патрола види двојицу бегунаца како прелазе снегом прекривену долину. Испалили су неколико метака, али њихов командант, који је пожурио на лице места, наређује им да прекину паљбу, рекавши да су бегунци ушли у Швајцарску.

## Улоге
Снага овог филма заснива се у великој мери на врхунској глуми филмских звезда тога времена. Главне улоге тумачи величанствени глумачки ансамбл, а Ерих фон Штрохајм је у овом филму остварио и своју најбољу улогу у каријери, вероватно зато што је понашање и карактер лика који је глумио подсећао на његове приватне ставове и понашање.
| Глумац            | Улога                                                         |
| ----------------- | ------------------------------------------------------------- |
| Жан Габен         | Марешал, француски поручник (механичар)                       |
| Марсел Далио      | Розентал, француски поручник (банкар)                         |
| Пјер Френе        | Де Боалдје, француски капетан (аристократа)                   |
| Ерих фон Штрохајм | Фон Рауфенштајн, немачки капетан (касније мајор, аристократа) |
| Дита Парло        | Елза, удовица немачког фармера                                |
| Жулијен Карет     | Картије, водвиљски извођач                                    |
| Гастон Модо       | инжењер                                                       |
| Жорж Пекле        | официр                                                        |
| Верне Флориан     | Артур, наредник                                               |
| Жан Дасте         | учитељ                                                        |
| Силван Иткин      | Демолдер, поручник                                            |

## Анализа
Велика илузија је заправо прича о људској солидарности која превазилази политичке границе и класне разлике и представља портрет европске цивилизације на ивици културног колапса. Овим изванредно богатим и хуманим филмом Реноар је покушао да покаже да је рат узалудан, а класни систем, који може да доведе само до пада цивилизације, непотребан.
И сам наслов филма Велика илузија указује на погрешност идеје да васпитање припадност класи, као неким чудом, уздижу официре изнад ратне реалности, као и на утисак привидне блискости припадника различитих сталежа у заробљеништву… А да ће се, повратком у слободу, све вратити на пређашње место.

## Забране
Јозеф Гебелс га је сматрао „филмским непријатељем број један” и био је забрањен за комерцијално приказивање у Италији и Немачкој, а после окупације током Другог светског рата и у Француској.

## Награде и признања
Упркос забранама филм је у првој години приказивања (1937) добио специјалну награду на Венецијанском фестивалу, а исте године добио је и награду њујоршке критике за најбољи филм на страном језику. На Светској изложби у Бриселу (1958), проглашен је за један од дванаест највећих филмова свих времена.
Следеће, 1938. године филм је номинован за Оскара за најбољи филм и то је првиод укупно девет филмова ван енглеског говорног подручја који су икада номиновани за ову престижну награду. Ни један је никада није освојио.
Филм Велика илузија уврштен је на списак хиљаду и једног најбољег филмског остварења међу филмовима снимљеним до 2007. године. У овом избору нашло се укупно шест филмова Жана Реноара.

## Занимљивости
Жан Реноар био је у Првом светском рату члан извиђачке ескадриле. Занимљиво је да је током снимања Велике илузије тражио да Жан Габен, један од главних глумаца, носи његову униформу, исту ону коју је сам Реноар носио током рата. О овом филму Реноар је рекао:

„Прича из Велике илузије сасвим је веродостојна. Неколико мојих другова из Првог светског рата испричало ми је подробно шта се догађало, посебно Пенсар. Он је био пилот ловац, а ја сам био на осматрачком задатку. Више пута спасао ми је живот, онда када би се немачка авијација окомила на нас. Срушен је седам пута, седам пута је био заробљен, седам пута је успео да побегне…”

### Техничке карактеристике и иновације
Жан Реноар био је први велики редитељ звучног филма који је, упркос неразвијеној технологији, дубински компоновао своје кадрове. Експерименте са овом техником снимања Реноар је започео на својим првим звучним филмовима, али ју је усавршио у филму Велика илузија. Дубину је постизао вештачки, непрестаним подешавањем оштрине камере која прати драмску акцију у кадру. Компоновао је филм углавном од покретних кадрова-секвенци, чиме је одбацио тада традиционалне технике монтаже и драмску напетост стварао прецизним смештањем ликова на различите просторне нивое унутар кадра. Драмска тензија је у таквим кадровима постигнута „композицијом по дубини” односно симултаним поретком драмски значајних радњи и објеката на више просторних планова унутар кадра. Дубинска композиција у суштини представља покушај да се дводимензионални простор биоскопског платна претвори у тродимензионални. Касније је ову технику усавршио Орсон Велс у својим филмовима.
Реноар је у овом филму постигао и звучну аутентичност, захтевајући да сваки припадник различите националности говори својим матерњим језиком.